# Europaparlamentsvalet i Ungern 2004
Europaparlamentsvalet i Ungern 2004 ägde rum söndagen den 13 juni 2004. Drygt åtta miljoner personer var röstberättigade i valet om de 24 mandat som Ungern hade tilldelats innan valet. I valet tillämpade landet ett valsystem med partilistor, d’Hondts metod och en spärr på 5 procent för småpartier. Ungern var inte uppdelat i några valkretsar, utan fungerade som en enda valkrets i valet. Valet var det första Europaparlamentsvalet som hölls i Ungern, som hade anslutit sig till unionen den 1 maj 2004.
Det konservativa partiet Fidesz - Ungerska medborgarunionen var valets vinnare. Partiet fick 47,4 procent av rösterna och därmed tolv mandat, det vill säga hälften av Ungerns totala antal mandat. På andra plats kom Ungerns socialistiska parti med sina 34,3 procent, vilket gav partiet nio mandat. Därmed innebar valet ett stort nederlag för Ungerns sittande regering, och en framgång för oppositionen i Ungerns parlament. Det liberala partiet Fria demokraternas allians vann nästan åtta procent av rösterna, vilket motsvarade två mandat. Även Ungerskt demokratiskt forum klarade av att passera femprocentsspärren och erhöll ett mandat.
Valdeltagandet var lågt; 38,50 procent av de röstberättigade gick och röstade. Det var dock betydligt högre än i vissa andra östeuropeiska medlemsstater, till exempel Slovakien och Polen där valdeltagandet låg kring 20 procent. I jämförelse med Ungerns nationella parlamentsval var valdeltagandet dock lågt. Valdeltagandet kan till exempel jämföras med det nationella parlamentsvalet 2002, då det uppgick till över 70 procent.

## Valresultat
| |         |  |           |        |
| | Andel   |  | Antal     | Mandat |
| Fidesz - Ungerska medborgarunionen                                                                   | 47,40 % |  | 1 457 750 | 12     |
| Fidesz - Ungerska medborgarunionen                                                                   |         |  |           |        |
| Ungerns socialistiska parti                                                                          | 34,30 % |  | 1 054 921 | 9      |
| Ungerns socialistiska parti                                                                          |         |  |           |        |
| Fria demokraternas allians                                                                           | 7,74 %  |  | 237 908   | 2      |
| Fria demokraternas allians                                                                           |         |  |           |        |
| Ungerskt demokratiskt forum                                                                          | 5,33 %  |  | 164 025   | 1      |
| Ungerskt demokratiskt forum                                                                          |         |  |           |        |
| Övriga partier och kandidater                                                                        | 5,23 %  |  | 160 846   | 0      |
| Övriga partier och kandidater                                                                        |         |  |           |        |
| Ogiltiga och blanka röster                                                                           | 0,72 %  |  | 22 207    | 0      |
| Ogiltiga och blanka röster                                                                           |         |  |           |        |
| Valdeltagande                                                                                        | 38,50 % |  | 3 097 657 | 24     |
| Valdeltagande                                                                                        |         |  |           |        |
| Antal röstberättigade 8 046 247 13 EPP-ED 09 PES 02 ALDE 00 G/EFA 00 GUE/NGL 00 IND/DEM 00 UEN 00 NI |         |  |           |        |